# LG Q8 (2018)
LG Q8은 LG전자가 2018년 8월 10일 출시한 보급형 스마트폰이다. 2017년에 출시된 Q8과 이름은 같지만 사양이 더 낮아 후속작으로 보기 어려우며 스타일러스 펜을 탑재하였기 때문에 스타일러스 3의 후속작으로 볼 수 있다. 대한민국을 제외한 국가에는 LG Q Stylus라는 이름으로 판매되며 Q8은 Q 스타일러스+와 사양이 같다.

## 운영 체제 / 소프트웨어

### 안드로이드 8.1 오레오
LG Q8은 안드로이드 8.1.0 오레오를 탑재하여 출시되었다.

## 특수 기능

### 스타일러스 펜
스타일러스 펜을 사용하여 실행할 수 있는 기능이다. 기존 스타일러스 시리즈의 펜과 비슷하게 나노 코팅 섬유를 사용하였다.
- 팝 메모 / Q 메모 + : 플로팅 타입의 팝 메모와 자세한 필기가 가능한 Q 메모 + 두 개의 메모장을 상황에 맞게 선택할 수 있다.
- 컬러링북 : 기기 내에 저장되어 있는 기본 도안이나 사진을 도안으로 변경하여 색칠할 수 있다.
- 스크래치 아트 : 검은 배경에 그림을 그리면 숨겨진 배경이 나오는 기능이다.
- 이모티콘 : 문자를 전송할 때 기기 내에 저장된 사진이나 즉석에서 찍은 사진을 이모티콘으로 사용할 수 있다.
- GIF 캡처 : 움직이는 화면 중 일부분을 설정해 GIF 파일로 캡처할 수 있다.
- 돋보기 : 스타일러스 펜을 사용하여 간단하게 화면 확대를 할 수 있다.
- 펜 지킴이 : 스타일러스 펜이 기기에서 멀리 떨어져 있을 때 소리와 팝업 알림을 띄우는 기능이다.

### 오디오

#### DTS:X 입체 음향
LG전자는 오디오 전문 기업인 엑스페리와의 독점 파트너쉽을 통해 영화, 음악 등을 감상할 때 더 생생한 소리를 들을 수 있는 DTS:X 3D 입체 음향 기능을 지원한다. 와이드, 왼쪽, 오른쪽 총 3가지의 모드로 설정할 수 있으며 이어폰을 끼면 최대 7.1 채널의 입체 음향을 들을 수 있다. 이어폰을 끼지 않고 스피커로 소리를 들을 때에도 3D 입체 음향을 느낄 수 있다. 전용 콘텐츠뿐만 아니라 기본 음악 앱이나 비디오 앱 이외에도 어떤 콘텐츠의 종류에 상관없이 입체 음향 설정을 적용할 수 있다.

### 핑거 터치
후면에 지문인식 센서를 탑재하여 핑거 터치 기능을 지원한다.
- 잠금 해제 : 지문 인식 센서에 손가락을 올려 잠금을 푸는 기능이다.
- 화면 캡처 : 지문 인식 센서를 더블 터치한 후 손가락을 떼지 않고 유지하면 화면이 캡처된다.
- 셀피 촬영 : 지문 인식 센서에 손가락을 올려 셀피 카메라를 촬영할 수 있는 기능으로 일반 / 광각 모두 지원된다.

### 방수 / 방진
IP68 방수 / 방진 설계가 되어 있어 기본적인 생활 방수가 가능하다. 또한 US 밀리터리 스탠다드 테스트 (MIL-STD-810G)를 통과하여 내구성을 입증받았다.

### LG 페이
전작 Q6와 마찬가지로 후면에 WMC 솔루션이 내장되어 LG페이를 사용할 수 있다. G6나 V30와 동일하게 NFC (근거리 무선 통신)와 MST (마그네틱 보안전송) 결제 방식을 지원한다.

## 변형 기종

### Q 스타일러스 α / Q 스타일러스 / Q 스타일러스 +
Q8의 글로벌 출시 모델이다. Q 스타일러스 α와 Q 스타일러스는 일부 국가에서 미디어텍 MT6750S 칩셋이 탑재되고 ROM 용량이 32GB로 줄어든다.또한 후면 카메라가 1300만 화소로 다운그레이드 되었고 Q 스타일러스 α의 경우에는 방수 / 방진 기능이 삭제되었다.

### 스타일로 4 / 스타일로 4 플러스
Q 스타일러스와 Q8의 미국 출시 버전이다. 스타일로 4는 Q 스타일러스 α와 전반적인 사양이 비슷하지만 RAM 용량이 2GB로 하향되었고 후면 커버의 패턴이 변경되었다. 스타일로 4 플러스는 Q 스타일러스와 거의 모든 사양이 같다.

## 색상
- 오로라 블랙
- 모로칸 블루